# Museo de La Rioja
El Museo de La Rioja está ubicado, desde 1971, en el Palacio de Espartero de Logroño, una construcción barroca del siglo XVIII donde vivió el general Baldomero Espartero tras retirarse de la política y casarse con María Jacinta Martínez.
En él se exponen pinturas y esculturas de los siglos XII al XIX, aunque también hay una sección dedicada a la etnografía y otra al arte contemporáneo. Allí se encuentran las tablas de San Millán, del siglo XIV. También guarda tallas de madera (como una Coronación de la Virgen gótica) pinturas, mobiliario antiguo y hallazgos arqueológicos.

## Historia del edificio

### Palacio de Espartero

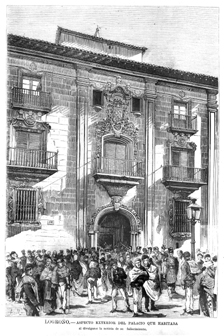
Xilografía de 1879, publicada en «La Ilustración española y Americana».

El palacio está ubicado en el centro de Logroño, y es un edificio neoclásico con torre central cuyo interior está distribuido en torno a una escalinata. Fue construido en 1752 por orden de Pedro Ruiz de la Porta, quien era regidor perpetuo de la ciudad de Logroño. A su muerte, el palacio pasó a manos de la familia Martínez de Sicilia.
El edificio es conocido como Palacio de Espartero, porque el famoso general Baldomero Espartero se retiró a vivir a este palacio tras dejar definitivamente de la política, entre 1856 y su muerte, acaecida en 1879. El palacio era propiedad de la familia de Jacinta Martínez de Sicilia, la esposa del general. El matrimonio murió sin hijos y heredó el edificio Vicenta Martínez de Sicilia y Fernánde de Luco, Marquesa de La Habana y hermanastra de Jacinta, quien la alquiló al estado, para que a partir de 1881 fuera sede del Gobierno Militar. 
Sin embargo, en 1882 el Gobierno dictó un Decreto para el traslado de las sedes episcopales a las capitales de provincia en cumplimiento del Concordato firmado con la Santa Sede, y surgió la necesidad de un palacio episcopal en Logroño ya que hasta entonces el obispo tenía su sede en Calahorra. Ante esta tesitura la marquesa de La Habana ofreció el palacio al Estado para que se convirtiera en Palacio Episcopal y Tribunal Eclesiástico. La venta se hizo efectiva en 1884 por un importe de 110.000 pesetas y entre 1886 y 1888 se acometieron una serie de reformas costeadas por el ayuntamiento y dirigidas por el arquitecto Luis Barrón, quien entre otras cosas cambió el escudo nobiliario de la fachada por uno episcopal. 
Sin embargo, a pesar de la reforma, el obispo no llegó nunca a trasladarse y el edificio, ahora de titularidad pública quedó desocupado, siendo aprovechado sucesivamente por diferentes instituciones, que lo fueron ocupando de forma parcial. 
En 1900 se instaló el Asilo de Santa Rosa, que servía para acoger a los hijos de las trabajadoras de la cercana Tabacalera y otras fábricas. En 1912 se instaló  la Casa Cuna del Niño Jesús y la Caja de Ahorros, y en 1914 se incorporó la Cámara de Comercio y el Círculo Artístico. En 1932 se intentó el desalojo del edificio para instalar el Archivo Histórico de la Provincia, pero nunca se llevó a cabo. Finalmente fue declarado Monumento Histórico-Artístico en 1962 y se le dio la utilidad pública definitiva de ser sede del museo provincial de Logroño, que se fundaría en 1963.

### Museo y reforma
Ya en el 1963 se crea por decreto el Museo provincial de Logroño que no se abrirá hasta 1971. El museo permanece abierto, aunque la idea inicial es de reforma y ampliación mediante un edificio adyacente al palacio. Finalmente en 2003 se proyecta el nuevo edificio diseñado por un conjunto de arquitectos riojanos encabezados por José Miguel León y finalmente en el 2004 el museo cierra por dos años. Las obras avanzan hasta 2005 donde se informa la paralización de las obras por graves problemas en los muros del edificio. Finalmente se decide que mejor paso es el vaciado del edificio original, pero aquí comienza las diferencias entre el gobierno regional y el central, ya que el regional no quiere el vaciado del edificio y el central si.
Finalmente se llega un acuerdo con el plan de una intervención diferente, lo que descarta el vaciado y se anuncia la continuidad de las obras, que continúan en 2010 esta vez con los arquitectos José Ignacio Amat e Iñaki Gómez.
Finalmente las obras finalizan en el 2012 y se comienza al llenado del museo de las obras de arte de este. En septiembre de 2013 Pedro Sanz, Presidente de la comunidad autónoma de La Rioja, y Cuca Gamarra, alcaldesa de Logroño, visitan el museo y finalmente se anuncia la apertura el octubre de ese mismo año.
Así acaba una odisea de 9 años en los que se ha aumentado el tamaño del edificio en 3.042 metros cuadrados y se ha hecho una inversión de 7,2 millones de euros

## Plantas y colecciones

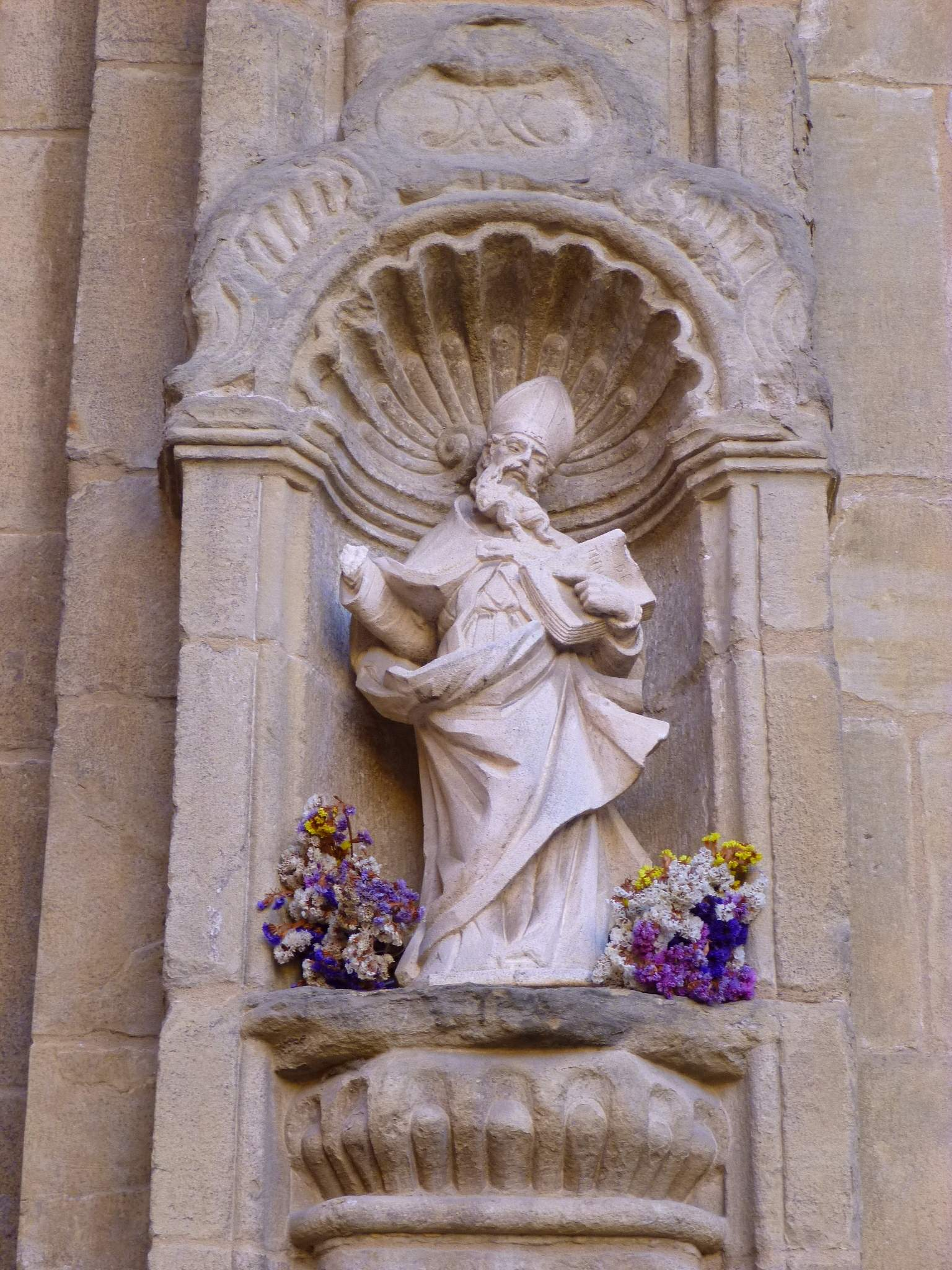
Escultura de San Agustín sosteniendo su obra De Trinitate en la fachada del Museo de La Rioja.

### Planta baja

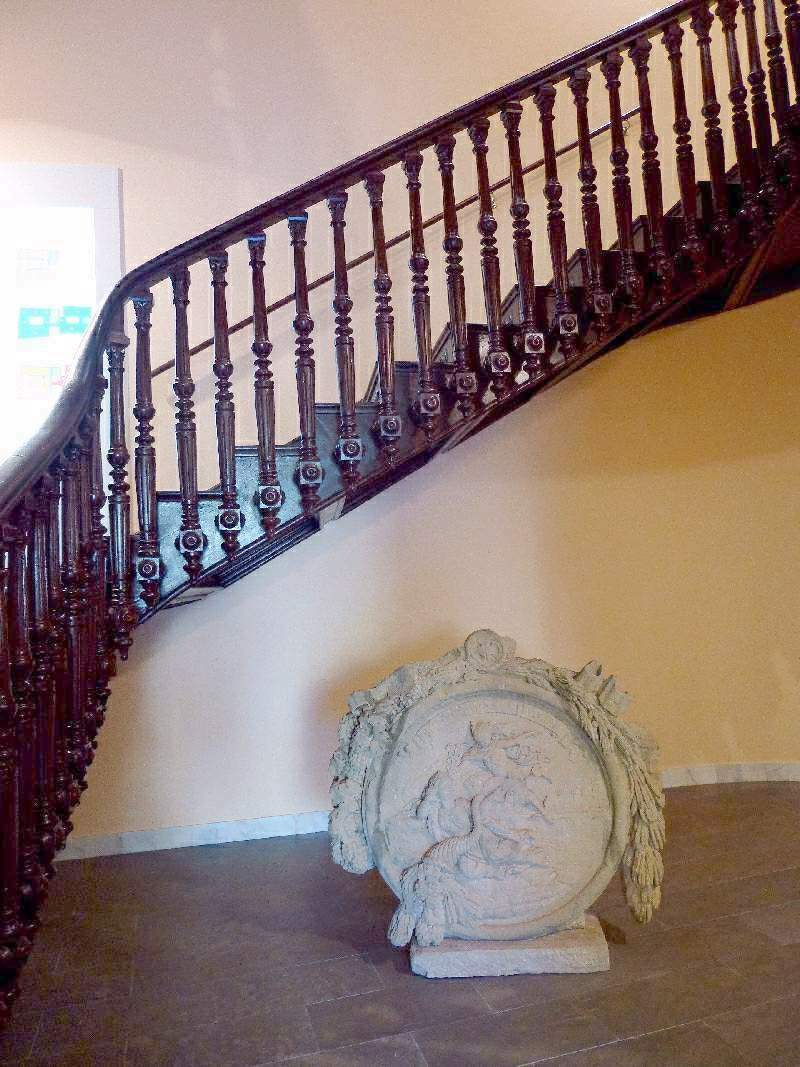
Planta baja del Museo de La Rioja.

Se sitúa "una tienda, una biblioteca y una sala de exposiciones temporales, que se suma a la situada en el sótano".

### Planta 1
Sala audiovisual de la historia de La Rioja, y exposición de artefactos arqueológicos de la prehistoria, época prerromana y romana de la Rioja (por ejemplo: vasijas, armas, herramientas, esculturas, etc).

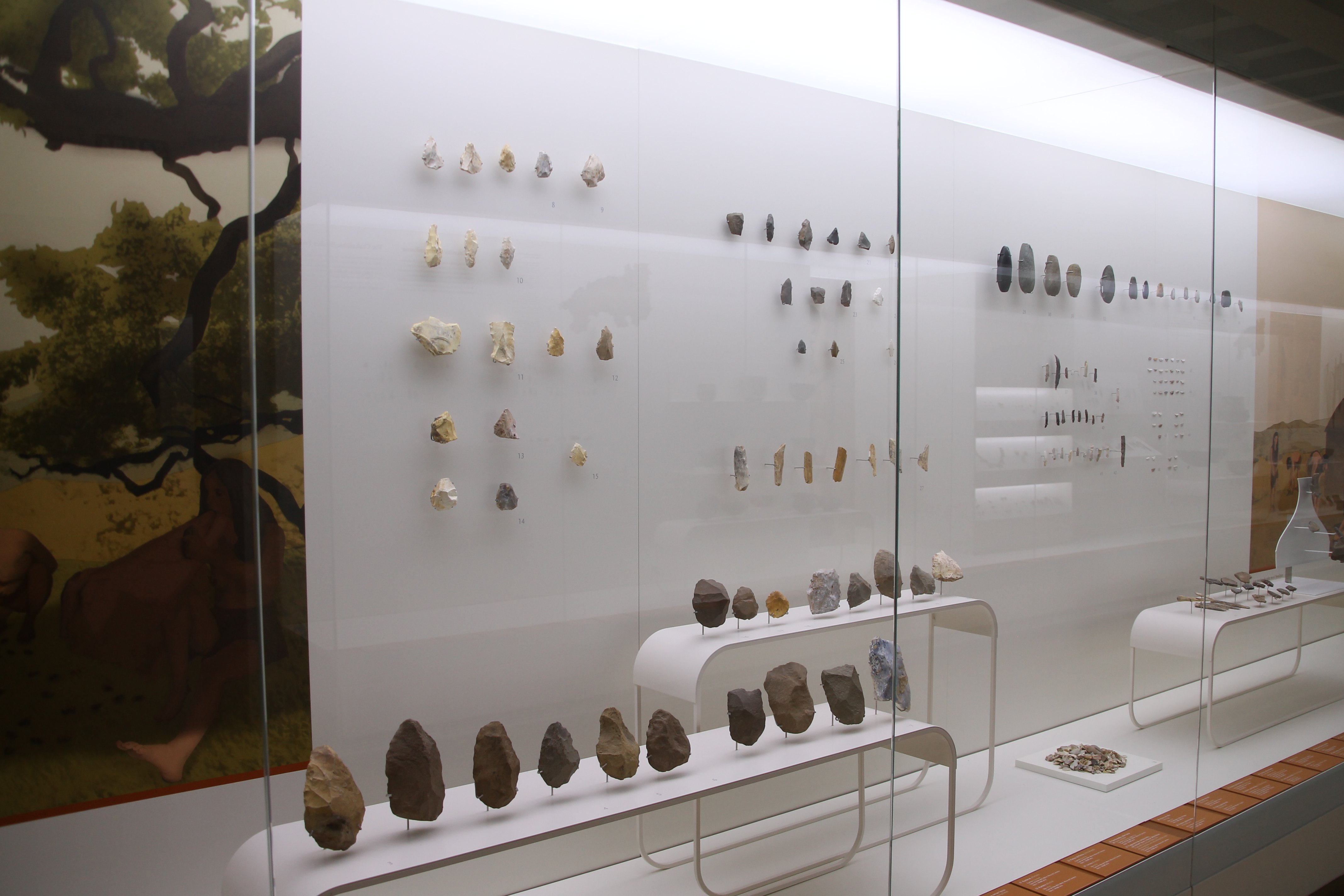
Bifaces prehistóricos (c. 500.000 a.C.).
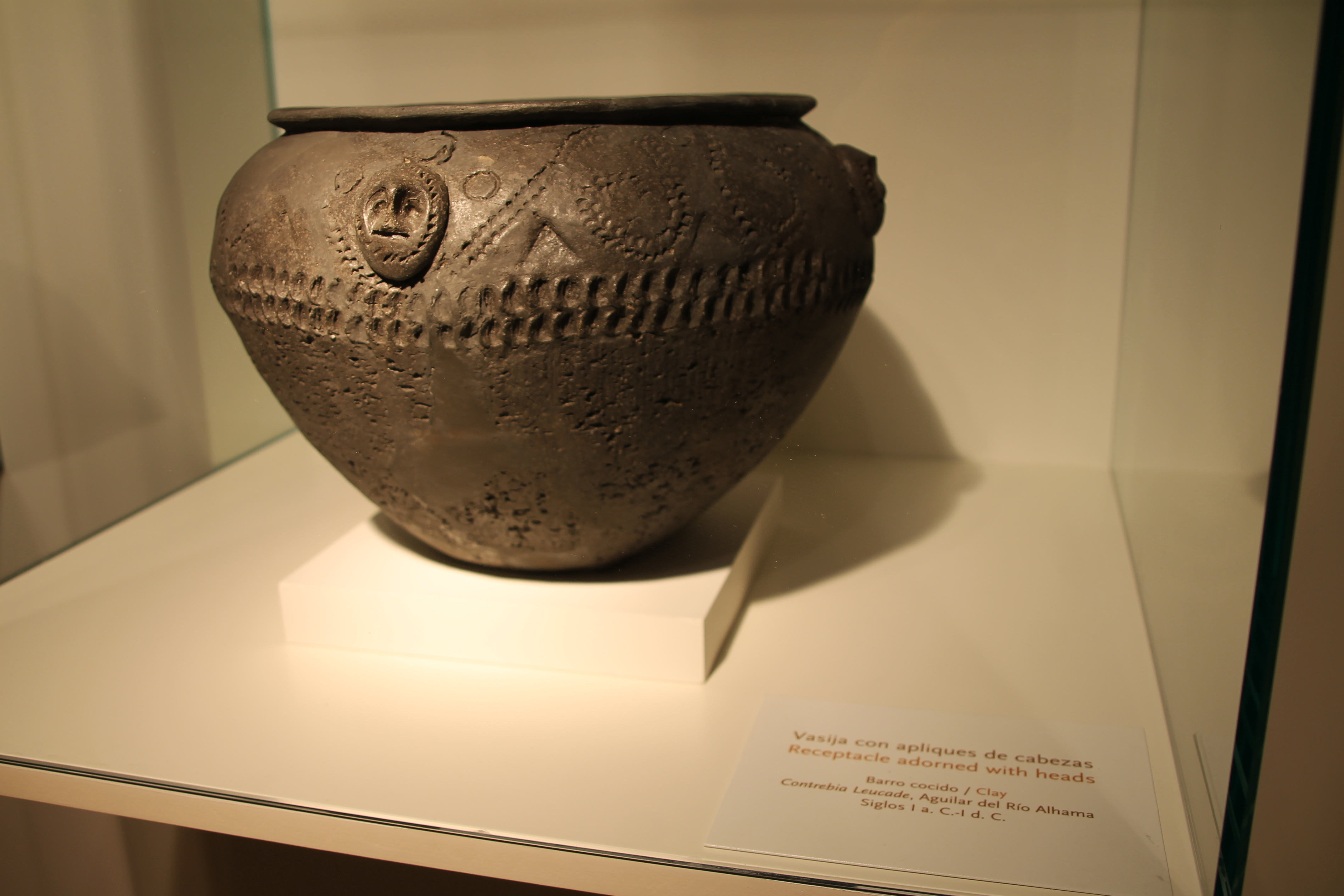
Vasija celtíbera (siglo I a. C. – I d. C.) procedente Contrebia Leucade, Aguilar del Río Alhama.
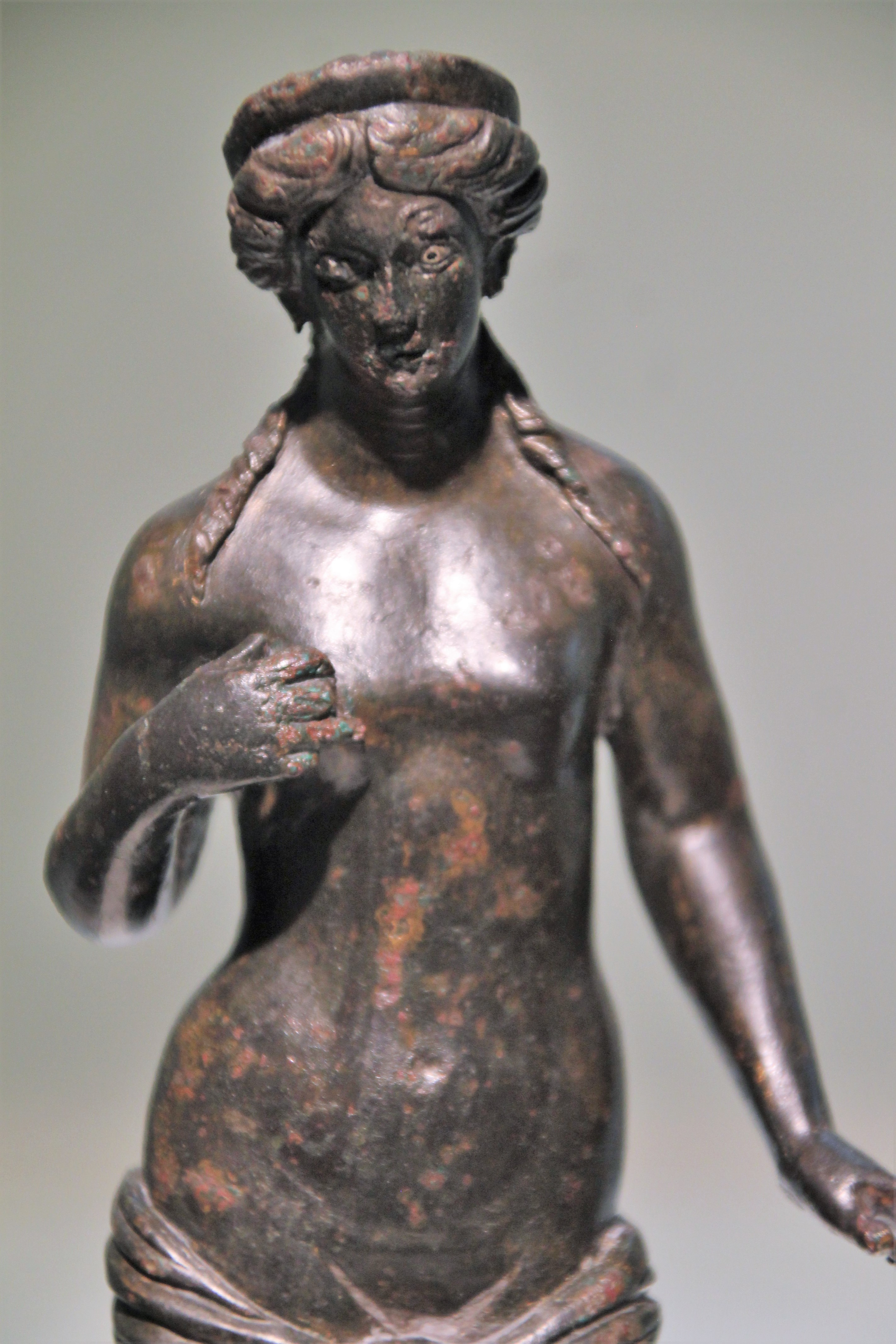
Venus de Herramélluri (siglo II d. C.).
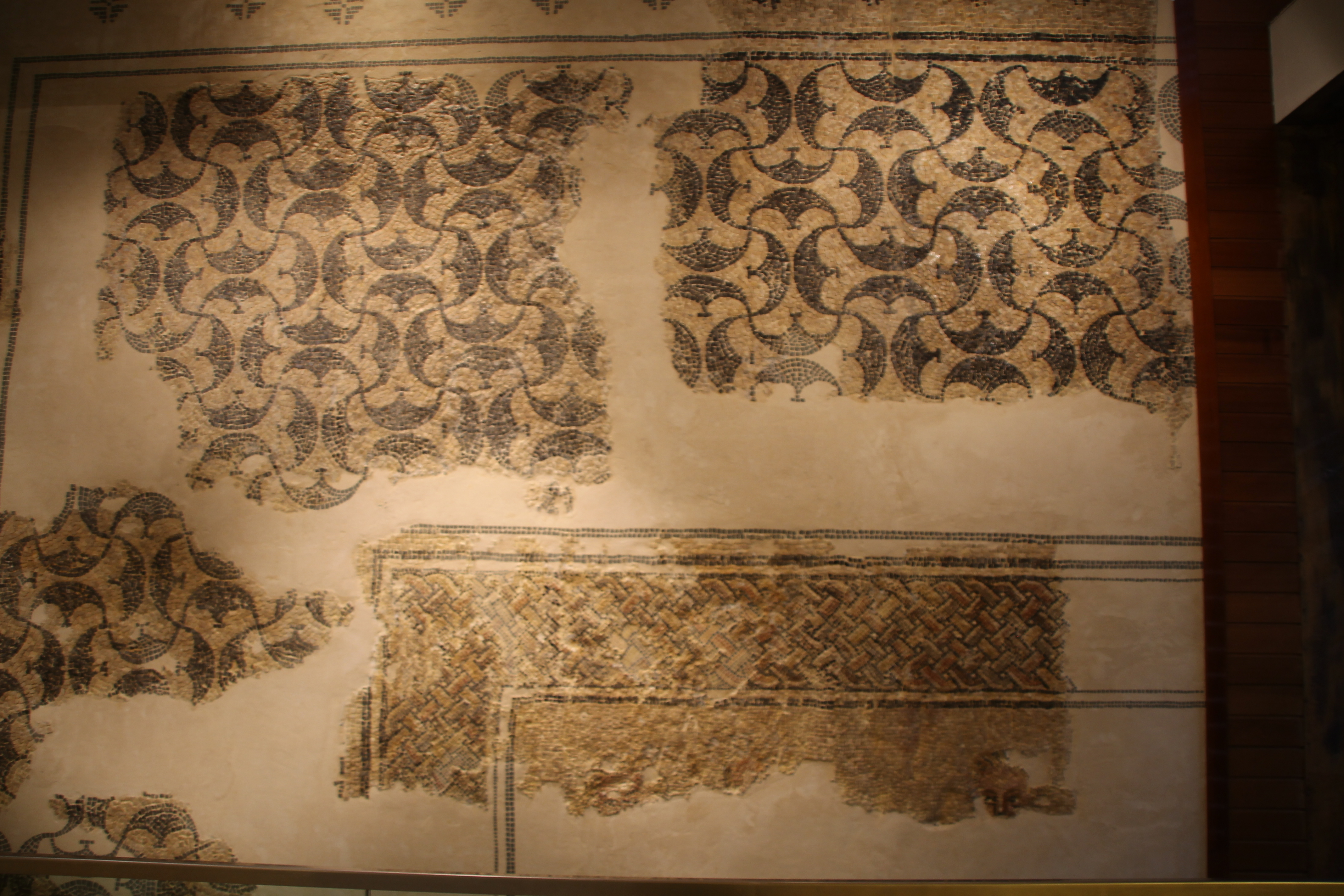
Mosaico romano de Varea (siglo IV d. C.).

### Planta 2
Colección arqueológica de obras artísticas la visigodas, mozárabes, medievales, renacentistas y barrocas.

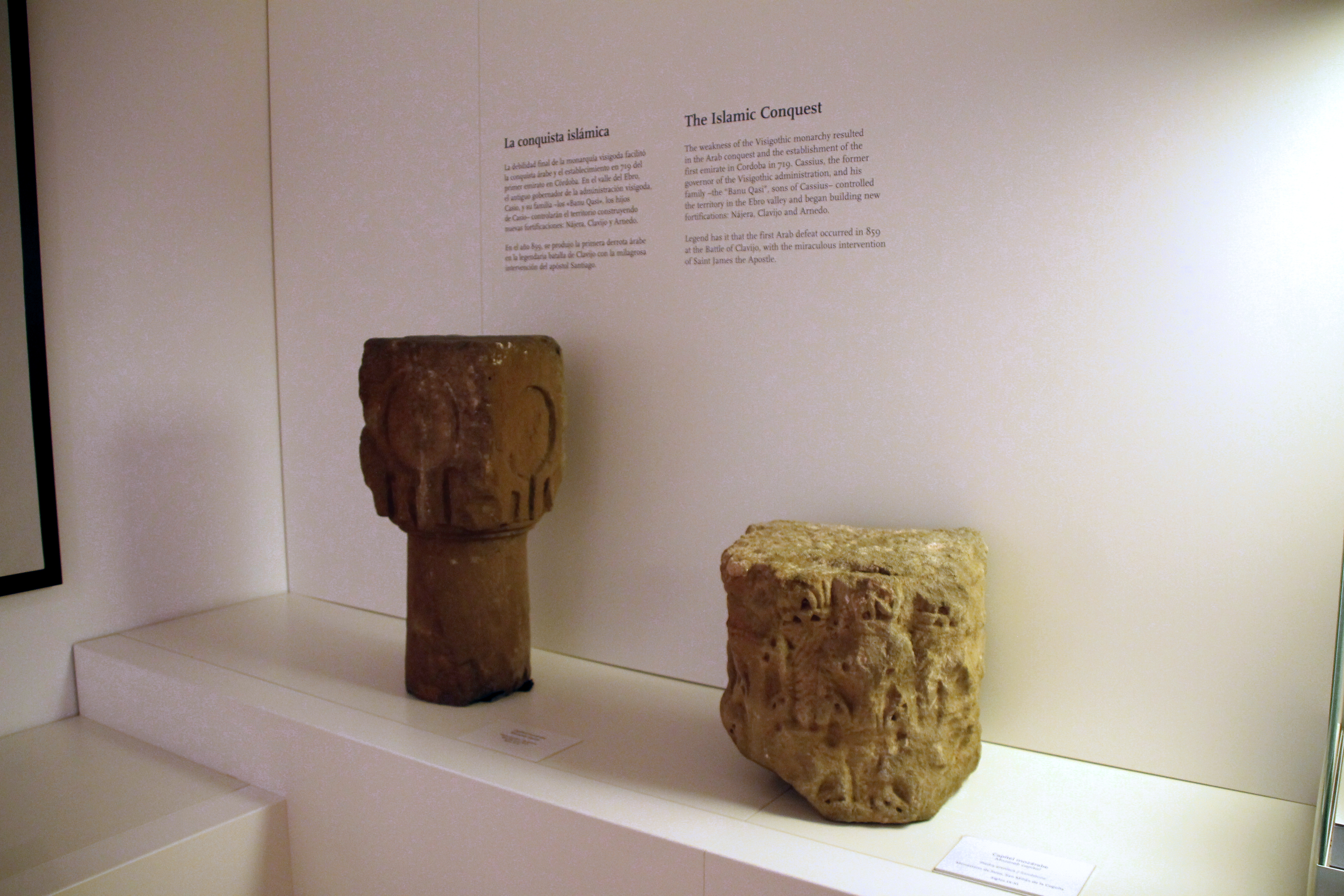
Capiteles mozárabes (siglos IX-XI).
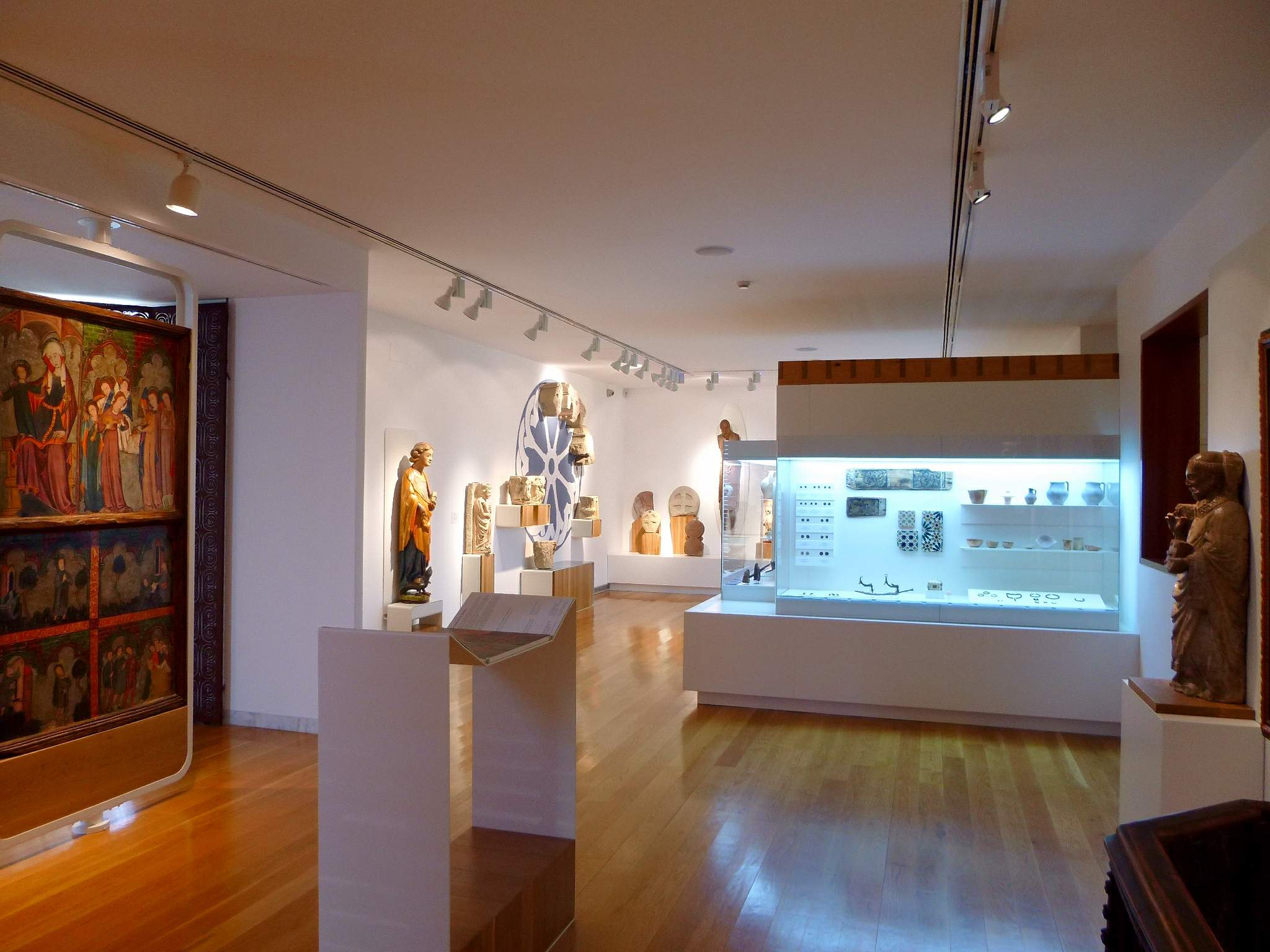
Esculturas y pinturas medievales (Sala 9).
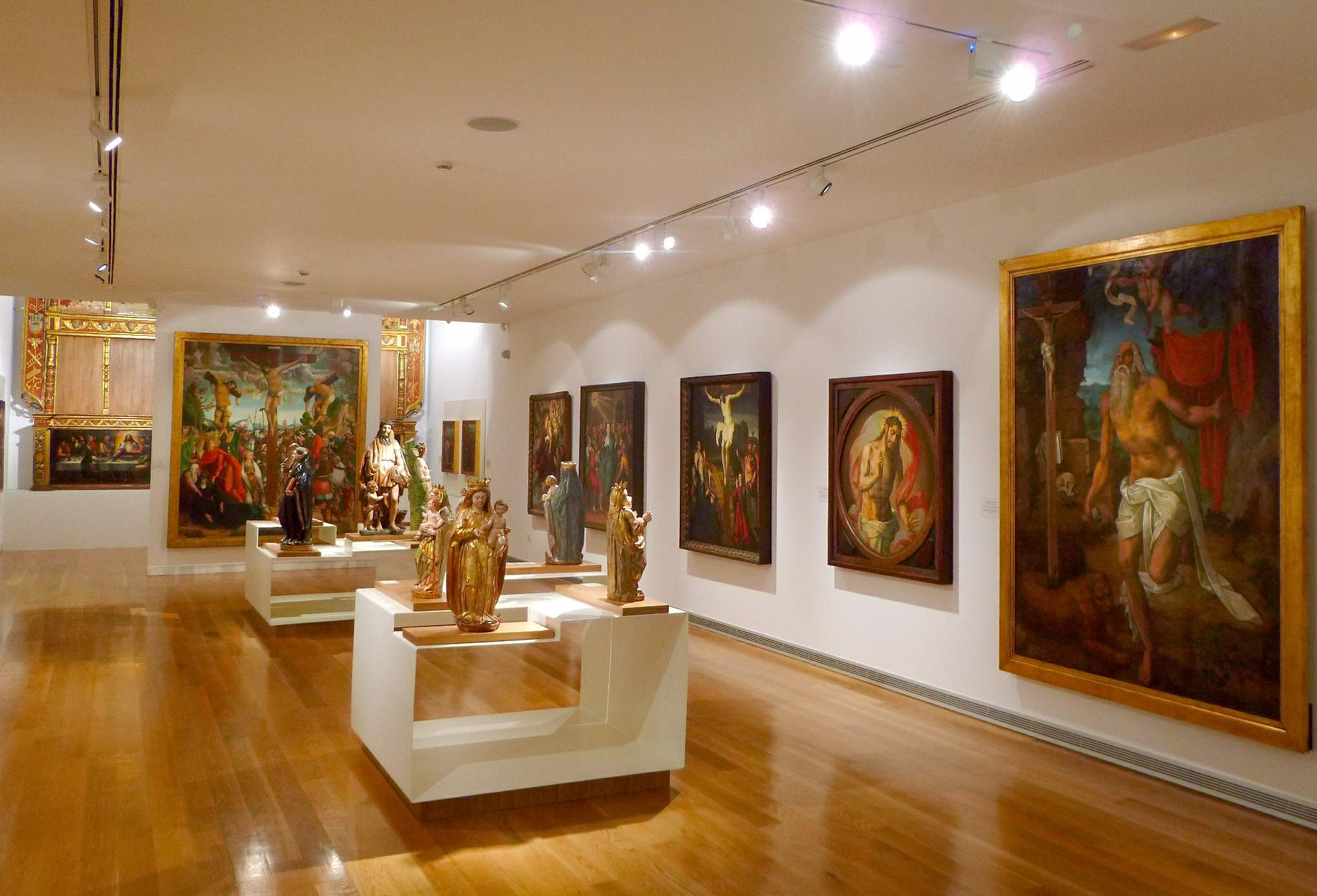
Esculturas y pinturas renacentistas (Sala 10).
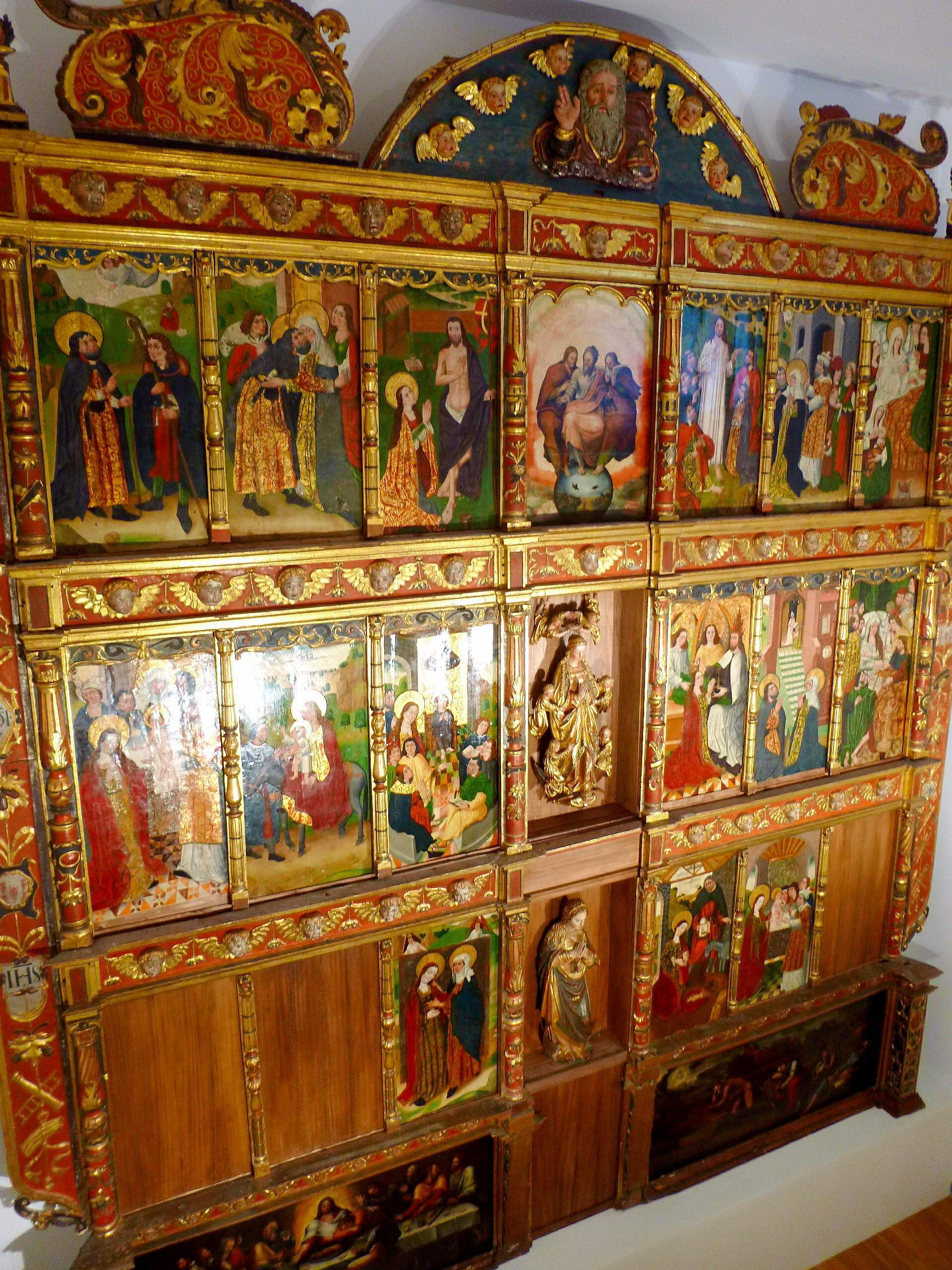

Destacan retablos como las Tablas de San Millán. Las Tablas son las puertas de un retablo que se encontraba en el monasterio de San Millán de Suso, en las proximidades de San Millán de la Cogolla. Están pintadas por ambas caras con escenas de la vida de la Virgen María y Jesús, y con episodios de la vida de San Millán. De estilo gótico, están datadas a finales del siglo XIV.

Tablas de San Millán
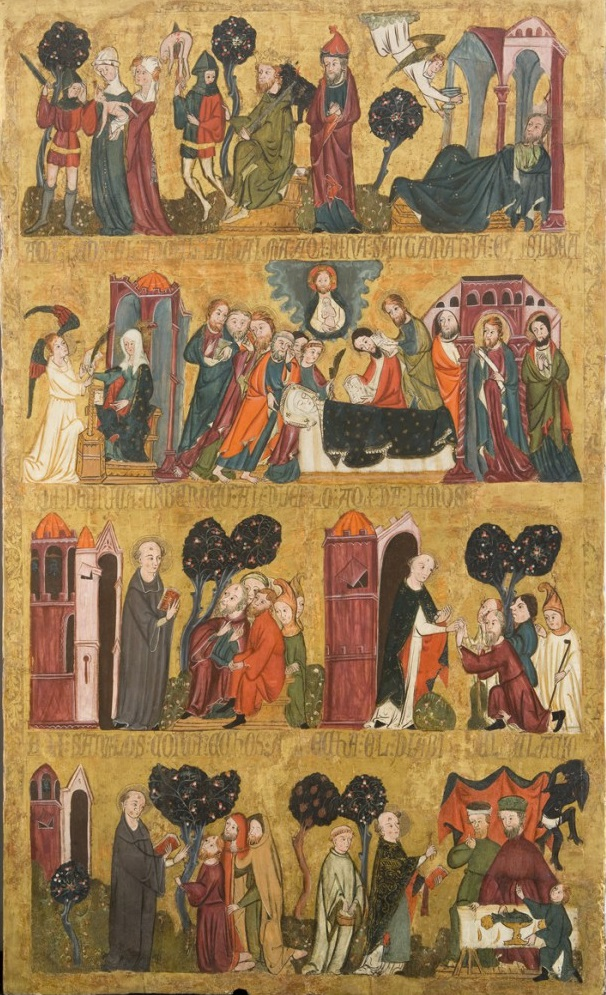
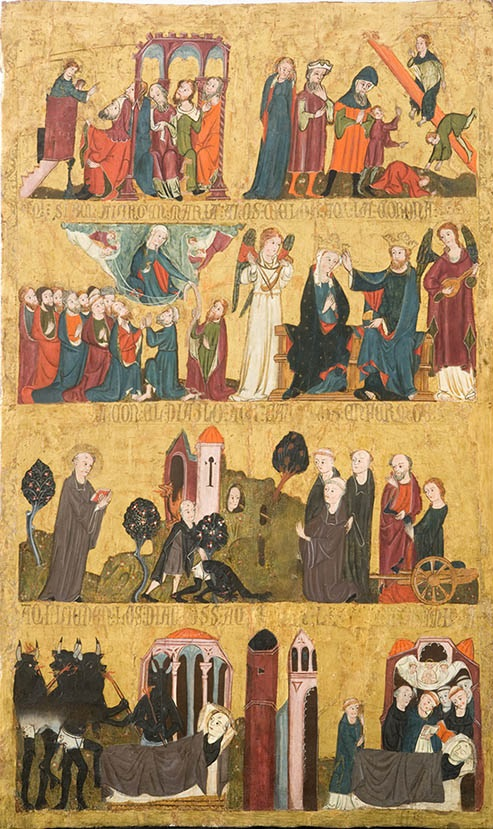
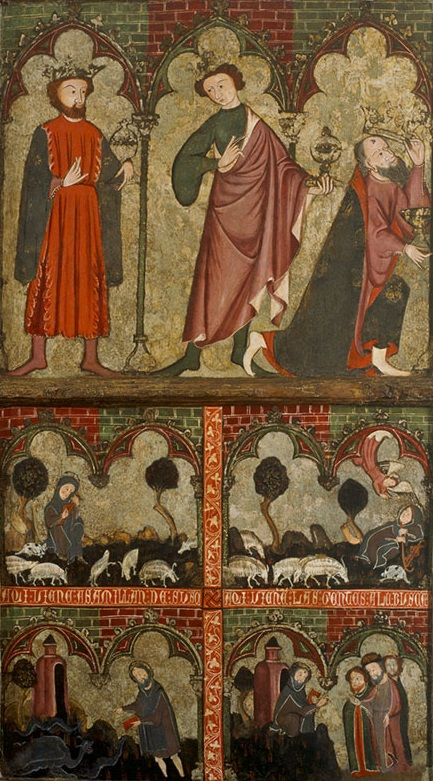
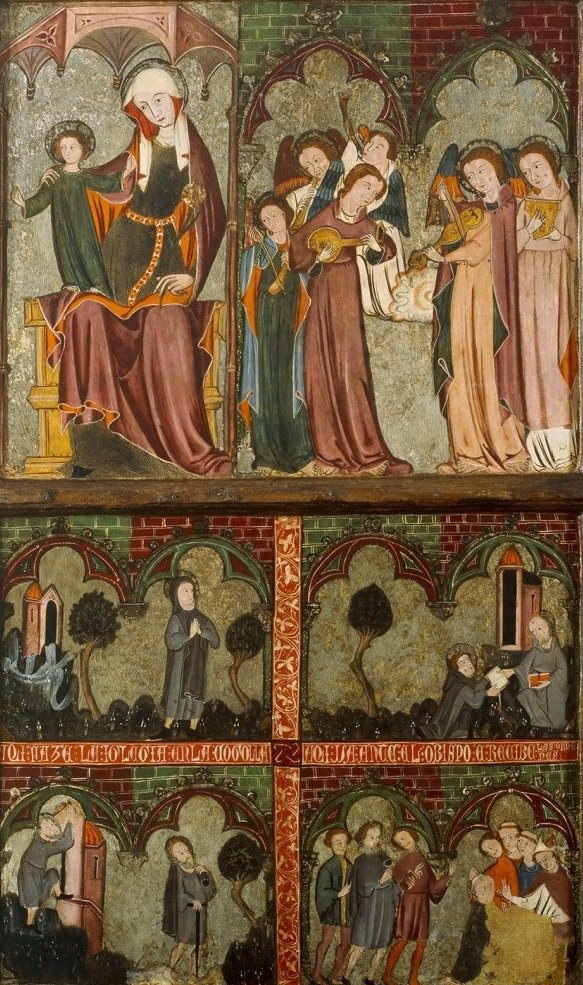

### Planta 3
Colecciones de cuadros del siglo XIX y XX (algunos procedentes del Museo del Prado) y "otro espacio especialmente dedicado a la etnografía desde las perspectivas de la agricultura, la ganadería, los oficios artesanales y el ámbito doméstico".

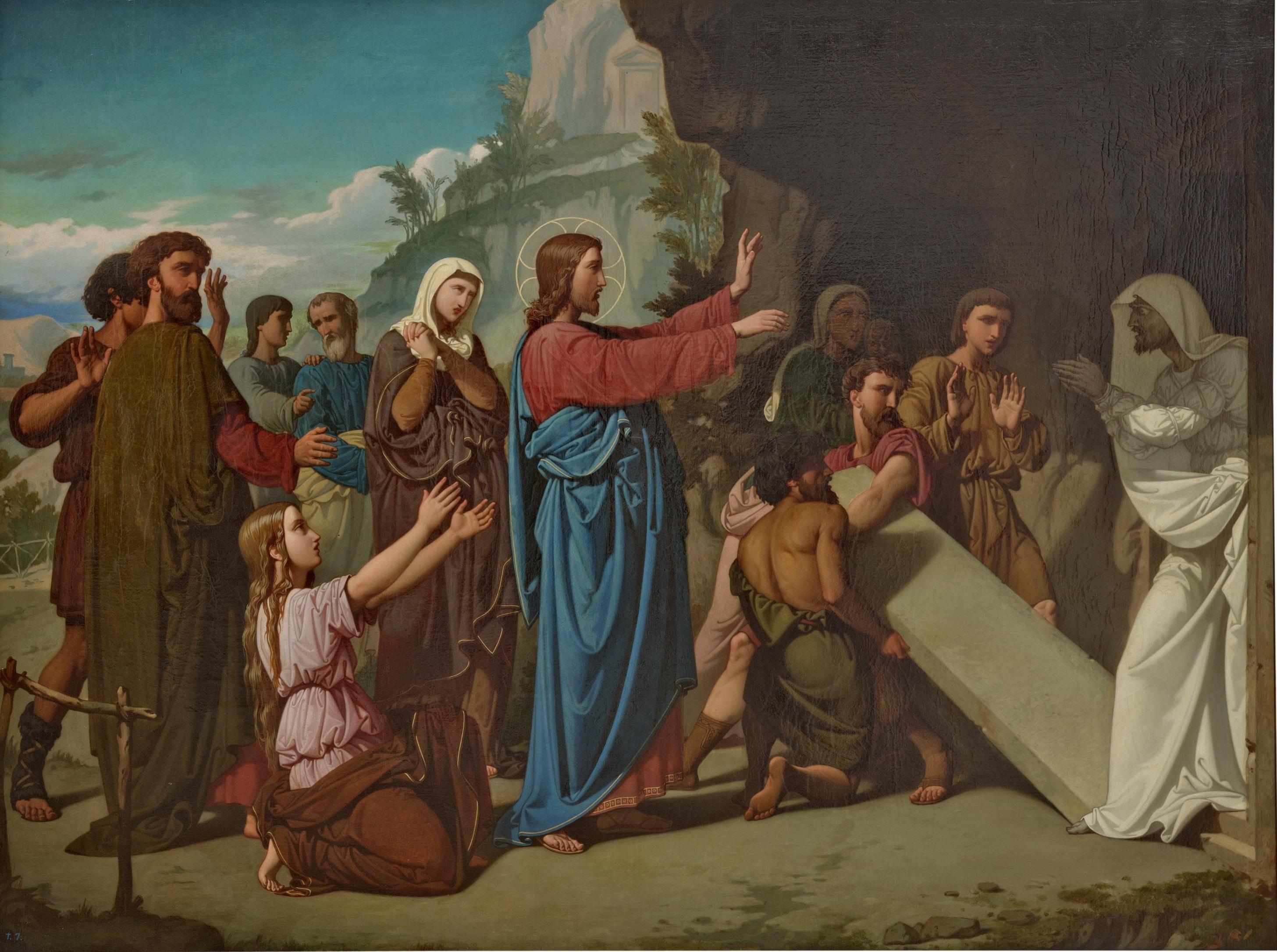
La resurrección de Lázaro, de Juan de Barroeta (1855).
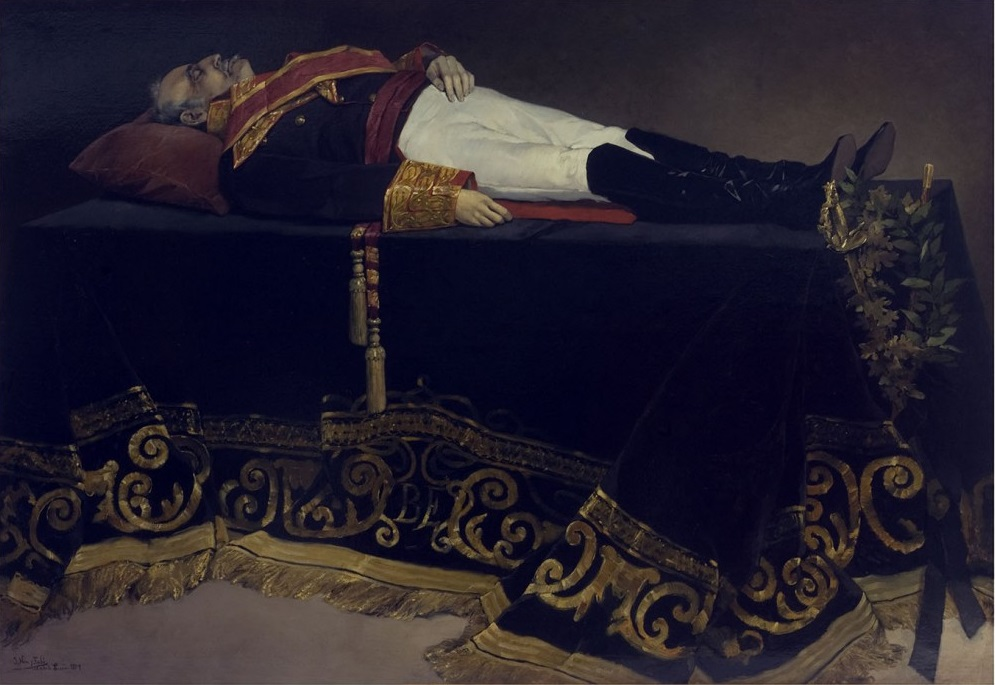
Muerte de Baldomero Espartero, de José Nin y Tudó (1879).
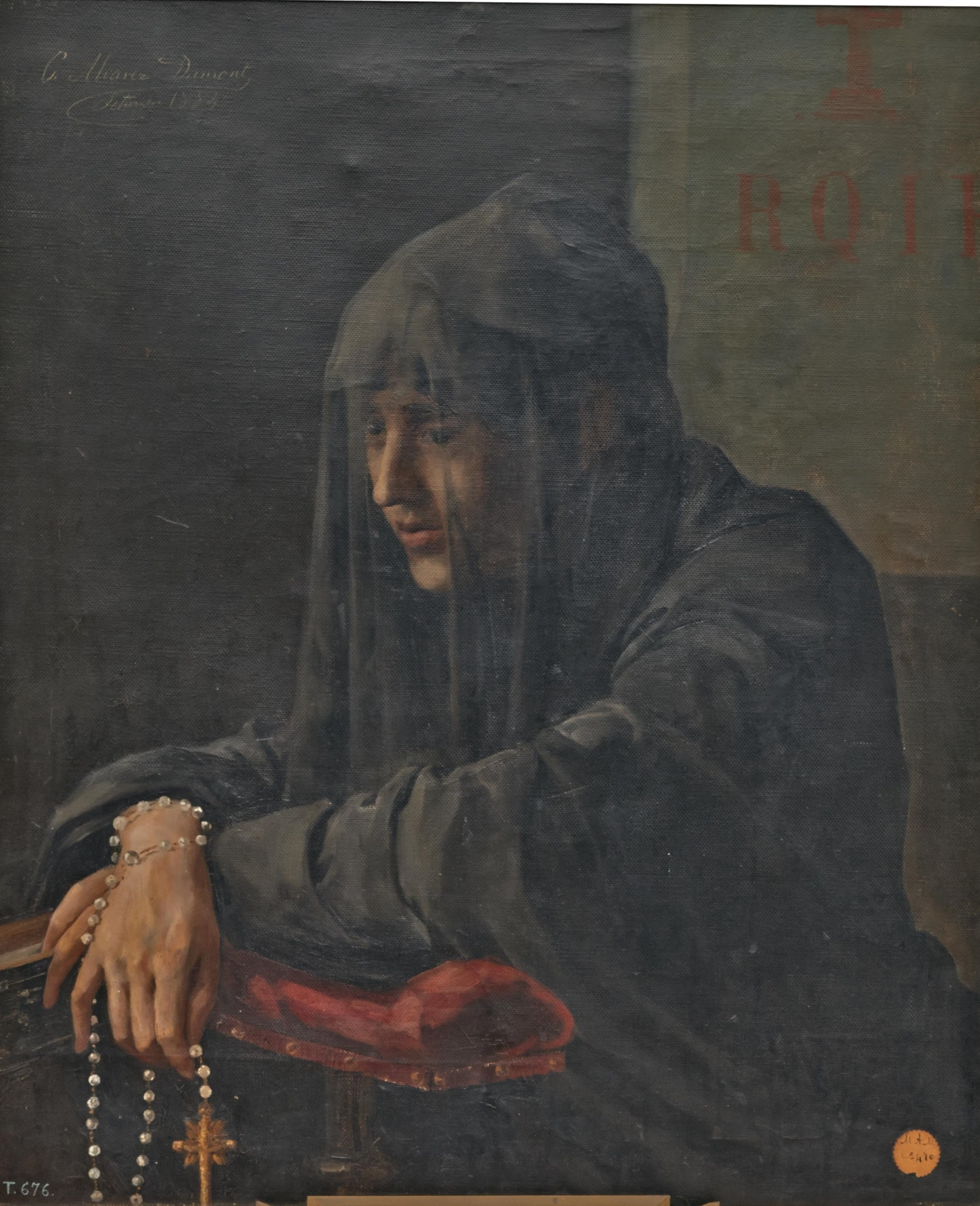
La oración, de César Álvarez Dumont (1884).
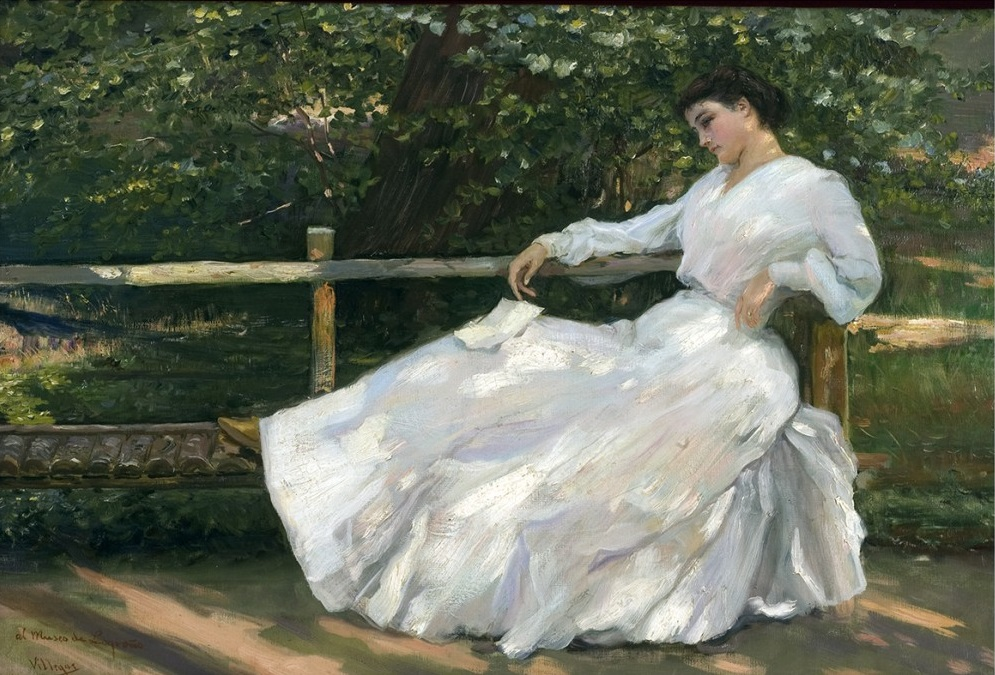
Paisaje con mujer, de José Villegas Cordero (1907).